# NGC 1093
NGC 1093 ist eine Spiralgalaxie vom Hubble-Typ SBab im Sternbild Triangulum am Nordsternhimmel. Sie ist schätzungsweise 240 Millionen Lichtjahre von der Milchstraße entfernt und hat einen Durchmesser von etwa 100.000 Lichtjahren.
Die Typ-IIP-Supernova SN 2009ie wurde hier beobachtet.
Das Objekt wurde am 6. Dezember 1879 vom französischen Astronomen Édouard Stephan entdeckt.